# Триунгулин
Триунгулин — личиночная стадия паразитических насекомых, развивающихся с гиперметаморфозом, вылупляющаяся из яйца. Триунгулин обладает небольшими размерами (соизмерим с размерами яиц своего вида). Необычный облик триунгулина привёл к тому, что изначально он был описан как отдельный отряд в классе насекомых. Функция триунгулина — поиск хозяина, на котором насекомое в дальнейшем будет паразитировать. Например, у маек вышедший из отложенного в почву яйца триунгулин вскарабкивается на цветок и ожидает посещающее цветок насекомое, прицепляясь к его щетинкам, путешествует на его теле, и если это насекомое — пчела, попав вместе с ней в её гнездо, находит благоприятные условия для своего развития. После линьки триунгулин превращается в обычную паразитическую личинку.
Название «триунгулин» в переводе с латинского означает «трёхкоготный» (ungula — коготь), было дано ввиду того, что при описании у него отметили наличие трёх коготков на лапках.